# 스티브 박
스티브 박(Steve Park)는 미국의 코메디언, 배우이다.

## 출연 작품
- 똑바로 살아라 (1989) - 소니 역
- 파고 (1996) - 마이크 야나기타 역
- 시리어스 맨 (2009) - 클라이브의 아버지 역
- 스테이트 오브 플레이 (2009) - 크리스 카와이 역
- 설국열차 (2013) - 푸유 역
- 프렌치 디스패치 (2020)
- 애스터로이드 시티 (2023) - 로저 조 역
- 미키 17 (2025) - 지크 역